# Аполлон и Гиацинт
«Аполлон и Гиацинт, или Превращение Гиацинта», KV 38 (лат. Apollo et Hyacinthus seu Hyacinthi Metamorphosis) — опера-интермедия В. А. Моцарта на либретто Руфинуса Видля, написанное на латинском языке.
Это первая настоящая опера Моцарта, так как «Долг первой заповеди» была в действительности ораторией.
Партитура Моцарта включает 2 гобоя, 2 валторны, небольшой состав струнных и бассо континуо (клавесин и виолончель).
Премьера состоялась 13 мая 1767 года в Большом зале Зальцбургского университета.

### Список номеров
- Интрада
- 1. Хор «Numen o Latonium, o Apollo»
- 2. Ария «Saepe terrent Numina»
- 3. Ария «Iam pastor Apollo»
- 4. Ария «Laetari, iocari»
- 5. Ария «En! duos conspicis»
- 6. Дуэт «Discede crudelis»
- 7. Ария «Ut navis in aequore luxuriante»
- 8. Дуэт «Natus cadit, aeque Deus»
- 9. Терцет «Tandem post purbida fulmina»

## История создания
Конец каждого года в Зальцбургском университете отмечался постановкой учебного спектакля. Когда Моцарт получил заказ на сочинение, ему едва исполнилось 11 лет.
Руфинус Видл, профессор Университета и отец-бенедиктинец, сочинял латинскую драму «Милосердие Крёза», а опера «Аполлон и Гиацинт» предполагалась как интермедия к этой драме.

## Источник для либретто
В основе либретто лежит древнегреческий миф, изложенный римский поэтом Овидием в его произведении «Метаморфозы».

## Краткое содержание
Акт 1.
После короткой интрады (ре мажор) произведение открывается прологом, в котором Гиацинт доверяет Зефиру привязанность юноши к Аполлону, что вызывает ревность Зефира. Затем царь Эбал и его дочь Мелия появляются у алтаря, где они готовят жертву Аполлону. Зефир просит не забывать и других богов. Эти слова вызывают гнев Аполлона. Вскоре начинается буря и молния разрушает алтарь. Сын Эбала уверяет его, что они ничего не сделали, чтобы вызвать гнев Аполлона. Гиацинт просит милости у богов.  Ближе к концу пролога появляется сам Аполлон, переодетый пастухом. Он объявляет, что Юпитер изгнал его, и просит дружбы Эбала, которую быстро получает. Вскоре между Мелией и Аполлоном возникает взаимное влечение, он просит доказательств ее любви к нему, это вызывает негодование Зефира.
Акт 2
Эбал сообщает Мелии, что Аполлон просил ее руки, и Мелия вне себя от радости. Счастье Эбала и Мелии разрушае ужасна весть, которую приносит Зефир: во время забав в лесу Аполлон метнул диск и смертельно ранил Гиацинта в голову. Эбал в ярости приказывает изгнать Аполлона из его царства. Зефир, в сторону к зрителям, признает свою вину, но охотно подчиняется приказу Эбала, а затем начинает навязываться Мелии, но та отказывается рассматривать приставания Зефира. В этот момент появляется Аполлон, заявляя о своей невиновности, он превращает Зефира в ветер. Мелия все еще веря, что Аполлон убийца ее брата, теперь начинает отрицать ухаживания Аполлона. Она приказывает ему удалится и забыть о ней. 
Акт 3
Финальный акт начинается с последних вздохов Гиацинта, где он описывает отцу истинную причину своего убийства. Перед смертью он успевает сказать, что диск бросил Зефир. Эбал осознает вину Зефира, наблюдая, как умирает его сын. Затем входит Мелия и говорит отцу, что она отвергла Аполлона, прежде чем узнает о вине Зефира. Эбал и Мелия утопают в слезах несчастья от потери благосклонности своего бога-хранителя. В этот момент снова появляется Аполлон. Мелия и Эбал просят его вернуть покровительство их царству. Бог прощает их, утверждая, что любовь заставила его вернуться к Мелии и, в знак своей любви, превращает Гиацинта в цветок. Когда из могилы Гиацинта поднимаются прекрасные цветы, Аполлон и Мелия обручаются. Аполлон гарантирует, что королевство отныне будет вечно процветать под его защитою.

## Премьера
Премьера состоялась в Зальцбургском университете 13 мая 1767 г.
В премьере принимали участие мальчики — ученики университета: Матиас Штадлер (Эбал), Феликс Фукс (Мелия), Кристиан Энцингер (Гиацинт), Йоханн Эрнст (Аполлон), Йозеф Фонтертон (Зефир), Йозеф Брюндл и Якоб Мозер (жрецы Аполлона).

## Действующие лица
- Эбал, царь Лакедемонии (тенор)
- Мелия, дочь Эбала (сопрано)
- Гиацинт, сын Эбала (сопрано или дискант)
- Аполлон, юное божество (альт)
- Зефир, друг Гиацинта, влюбленный в Мелию (сопрано)
- Первый жрец Аполлона (бас)
- Второй жрец Аполлона (бас)